# جریان انحرافی
جریان انحرافی یا جریان خاص اصطلاحی‌ است که مخالفان محافظه‌کار محمود احمدی‌نژاد در دوران ریاست‌جمهوری او برای توصیف حلقه‌ای از نزدیکان و جریانی در دولت وی ابداع کرده‌اند. از نظر آن‌ها این جنبش فکری تمایلات لیبرالی و ملی‌گرایانه زیادی دارد و به آن اندازه مذهب‌گرا نیست که بتواند در درون گروه حاکم محافظه‌کار ایران طبقه‌بندی شود. محافظه‌کاران منتقد احمدی‌نژاد معتقدند اسفندیار رحیم مشایی(از یاران نزدیک، خویشاوند و رئیس دفتر او) رهبری این جریان را بر عهده دارد. افراد منتسب به این گروه نیز در مقابل، استفاده‌کنندگان از این لفظ را جریان تمامیت‌خواه می‌خوانند.
از سال ۱۳۸۹، بحث و جدالی میان گروه‌های اصولگرا (که تا آن زمان در حمایت از محمود احمدی‌نژاد متحد بودند) آغاز شد. در این جدال، بخشی از اعضای هیئت دولت و حامیان نزدیک احمدی‌نژاد (به‌طور خاص، اسفندیار رحیم مشائی و افراد نزدیک به او) از سوی محافظه‌کاران در مجلس و نهادهای دیگر متهم به تخلفات گوناگون شدند و از آن‌ها با نام «جریان انحرافی» یاد شد. این اتهامات ترکیبی بود از مباحث فکری و انحرافات عقیدتی تا مسائل مربوط به فسادهای اقتصادی. اما رسانه‌ها و شخصیت‌های وابسته به این جریان، این اتهامات را توطئه‌ای از جانب گروهی موسوم به اقتدارگرایان تندرو می‌دانند. در رسانه‌های حامی اسفندیار رحیم مشایی متحدان جریان انحرافی، اصلاح طلبان و اصولگرایان پیشرو خوانده می‌شوند.

## شخصیت‌های وابسته
- اسفندیار رحیم مشایی، رئیس پیشین دفتر و سرپرست نهاد ریاست جمهوری ایران، که به عنوان رهبر جریان انحرافی[۱۵][۱۶] یا شخص مسئله‌دار[۱۷][۱۸] از او یاد می‌شود.
- حمید بقایی، رئیس سابق سازمان میراث فرهنگی و گردشگری و معاون پیشین اجرایی و سرپرست نهاد ریاست جمهوری.
- محمد شریف ملک‌زاده دبیر پیشین شورای عالی امور ایرانیان خارج از کشور و رئیس سابق سازمان میراث فرهنگی و گردشگری
- علی‌اکبر جوانفکر، مدیرعامل پیشین خبرگزاری ایرنا، مدیر مؤسسه مطبوعاتی ایران و مشاور مطبوعاتی محمود احمدی‌نژاد در دوران تصدی شهرداری تهران و ریاست جمهوری.
- محمدرضا رحیمی معاون اول پیشین رئیس‌جمهور.[۱۹]
- محمد علی‌آبادی رئیس پیشین کمیته ملی المپیک جمهوری اسلامی ایران[۲۰]
- عباس امیری فر رئیس پیشین شورای فرهنگی و امام جماعت مسجد نهاد ریاست جمهوری
- مجتبی ثمره هاشمی مشاور ارشد رئیس‌جمهور پیشین[۲۱]

## منتقدان اصلی
« تمام این هشت سال را مسیر انحرافی می‌دانستم که یادگاری من مانده‌است. اینها هنوز هم در جلسات خصوصی‌شان می‌گویند که فلانی این لقب را به ما داده‌است… »

اکبر هاشمی رفسنجانی در مصاحبه با ویژه‌نامه نوروزی روزنامه شرق، فروردین ۱۳۹۳
- اکبر هاشمی رفسنجانی[۲۳][۲۴][۲۵]
- محمدتقی مصباح یزدی
- سید احمد خاتمی
- حسین شریعتمداری
- علی مطهری
- احمد توکلی
- منصور ارضی
- احمد جنتی
- محمدباقر قالیباف
- علی لاریجانی
- محمد یزدی
- محمدرضا مهدوی کنی

## مکتب ایرانی
مکتب ایرانی اصطلاحی است که در همایش ایرانیان مقیم خارج از کشور (اوایل مردادماه ۱۳۸۹) توسط اسفندیار رحیم‌مشایی بکار رفت و با واکنش‌های متفاوتی در داخل ایران روبرو شد. این مفهوم، توسط منتقدانِ «جریان انحرافی» به عنوان یکی از بزرگ‌ترین بدعت‌های جریان مذکور معرفی می‌گردد. از مخالفان سرشناس این قول احمد توکلی، علی مطهری، حداد عادل، از نمایندگان مجلس و داوود احمدی‌نژاد، حبیب‌الله عسگراولادی، سرلشکر فیروزآبادی، و محمدتقی مصباح یزدی را می‌توان نام برد.

## مستند ظهور بسیار نزدیک است
ساخت و توزیع گسترده مستندی با عنوان ظهور بسیار نزدیک است در آذر و دی ماه سال ۱۳۸۹ نیز به جریان انحرافی نسبت داده شده و با انتقادات فراوانی از سوی سیاستمداران و روحانیان مواجه شد.

## رسانه‌های منتسب به جریان انحرافی
خبرگزاری‌هایی نظیر «دیدگاه‌نیوز»، «برای همه»، «محرمانه نیوز»، «دولت یار»، «همت نگار»، «رهوا»، «باکری آنلاین»، «پنهان نیوز»، «محرمانه آنلاین»، «دی نا»، «فخانیوز»، «پایانیوز»، «مشانیوز»، «حقیقت نیوز»، «هفت صبح»، «تماشانیوز»، «یکشنبه»، «آزادی‌نیوز»، «نهال‌نیوز» و «آئین‌نیوز» از جمله سایت‌های حامی اسفندیار رحیم مشایی و طیف موسوم به جریان انحرافی می‌باشند.
هم چنین پس از حمایت برخی از اصلاح طلبان نظیر صادق زیباکلام از مشایی، حامیان مشایی با جذب جمعی از روزنامه‌نگاران اصلاح طلب مانند آرش خوشخو در اردیبهشت ماه ۱۳۹۰ اقدام به انتشار روزنامه‌های هفت صبح و تماشا، هفته‌نامه یک‌شنبه و مجله رونا کردند.

## جنجال ویژه‌نامه خاتون
در پی انتشار ویژه‌نامه ۲۵۸ صفحه‌ای روزنامه ایران به نام ویژه‌نامه خاتون ۱ در مرداد ماه ۱۳۹۰، عده‌ای از محافظه‌کاران، دست‌اندرکاران این ویژه‌نامه را متهم به زیر سؤال بردن چادر سیاه کردند که در جمهوری اسلامی ایران، از آن به عنوان «حجاب اسلامی برتر» یاد می‌شود.
خبرسازترین مطلب منتشر شده در ویژه نامه روزنامه ایران، مصاحبه مهدی کلهر بود که که رنگ سیاه چادر را تقلیدی از لباس مشکی مردان و زنان غربی در «مجلس‌های شبانه عیاشی اروپا» در زمان ناصرالدین شاه دانسته و گفت: «از لحاظ فلسفه حجاب که در قرآن آمده که زن خودش را در مقابل تیر نگاه هیز مردان قرار ندهد، قطعاً چادر بدترین پوشش است چون چهره زن را قاب می‌کند.»

## ماجرای استعفا و ابقای حیدر مصلحی
خبرگزاری‌های داخلی ایران روز یکشنبه ۲۸ فروردین ۱۳۹۰، خبر استعفای حیدر مصلحی از سمت وزارت اطلاعات جمهوری اسلامی ایران را همراه با متن موافقت محمود احمدی‌نژاد با استعفای آقای مصلحی و نیز حکم انتصاب او به عنوان مشاور امور اطلاعاتی انعکاس دادند.
این استعفا و موافقت رئیس‌جمهور با آن مورد مخالفت رسمی علی خامنه‌ای، رهبر جمهوری اسلامی ایران، قرار گرفت. هر چند تا چند روز بعد که این مخالفت با ارسال نامه‌ای از سوی وی به حیدر مصلحی رسماً اعلام شد، ابهاماتی در مورد آن وجود داشت.
خبرگزاری رسمی دولت ایران بعد از تأخیری قابل توجه در اعلام این مخالفت و ابقای مصلحی، سرانجام پذیرفت که رهبر جمهوری اسلامی با این کناره‌گیری مخالفت کرده‌است.
در پی انتشار خبر خبرگزاری‌های فارس، مهر و ایسنا در مورد مخالفت رهبر جمهوری اسلامی با کناره‌گیری حیدر مصلحی از وزارت اطلاعات، ایرنا در ساعات اولیه روز ۲۹ فروردین انتشار این خبر را یک «سناریو» علیه دولت محمود احمدی‌نژاد دانسته بود.

### غیبت یازده روزه محمود احمدی‌نژاد
محمود احمدی‌نژاد از روزهای پایانی فروردین ۱۳۹۰ تا مدت یازده روز در جلسات دولت حضور نیافت. این خانه‌نشینی با بازخوردها و تفسیرهای مختلفی همراه بود. حامیان احمدی‌نژاد آن را نوعی دورکاری و با اجازه از رهبری دانستند. عده‌ای از منتقدان نیز این حرکت را در اعتراض به مخالفت علی خامنه‌ای در عزل حیدر مصلحی قلمداد کردند

### واکنش‌ها
پس از غیبت ۱۱ روزه محمود احمدی‌نژاد در اردیبهشت ماه ۱۳۹۰ در اعتراض به بازگشت حیدر مصلحی به وزارت اطلاعات توسط علی خامنه‌ای، حامیان علی خامنه‌ای علیه اسفندیار رحیم مشایی و جریانی موسوم به جریان انحرافی موضع‌گیری کردند. برخی از این افراد: احمد علم‌الهدی، مصباح یزدی، حسین همدانی، عباس سلیمی نمین، محمدحسین صفارهرندی، روح‌الله حسینیان، محمدتقی رهبر، احمدرضا رادان، اسدالله‌ایمانی، حداد عادل، حسین طائب، حبیب‌الله عسگراولادی، ابراهیم امینی، جوادی آملی، حسن فیروزآبادی، داوود احمدی‌نژاد، حسین سبحانی‌نیا، مصطفی پورمحمدی، هاشمی شاهرودی، سعید تاجیک، مهدی خورشیدی، غلامحسین محسنی اژه‌ای، اسدالله بادامچیان، علیرضا زاکانی، سعید ابوطالب، عماد افروغ، سید یحیی صفوی، علی لاریجانی، مهدی کوچک‌زاده، مرتضی آقاتهرانی، علی فلاحیان، جعفر شجونی، نوری همدانی، محمدرضا نقدی، علیرضا پناهیان، مکارم شیرازی، احمد جنتی، محمد یزدی، محسن رضایی، کاظم صدیقی، غلامحسین الهام، فاطمه رجبی، علی مطهری، عباس جعفری دولت‌آبادی، صادق لاریجانی، محمدجواد لاریجانی، مجتبی ذوالنور، محمدباقر قالیباف، سید حمید روحانی، روح‌الله بجانی، محمدرضا باهنر، احمد توکلی، منصور ارضی، سعید حدادیان، احمد خاتمی، محمدعلی جعفری، حسین الله‌کرم، مهدوی کنی، حسین شریعتمداری و حمید رسایی 
در این موضع‌گیری‌ها مشایی به فساد مالی، ارتباط با آمریکا و اسرائیل، ارتباط با رمالان، جن گیران و مرتاضان، عرفان گرایی، تلاش برای تقلب در انتخابات مجلس، زنده کردن فرهنگ ایران باستان و مکتب ایرانی، لیبرال بودن و مخالفت با روحانیت و ولی فقیه متهم شد.
هم چنین سایت‌ها و خبرگزاری‌های وابسته به مشایی فیلتر و از دسترس خارج شدند.

## بازداشت مرتبطین با مشایی
پس از موضع‌گیری‌های شدیدی که از طرف محافظه‌کارانی که خود را به علی خامنه‌ای منتسب می‌کنند، علیه اسفندیار رحیم مشایی در اردیبهشت ماه ۱۳۹۰ صورت گرفت، ۲۵ نفر از مرتبطین با اسفندیار رحیم مشایی، توسط دستگاه‌های امنیتی بازداشت شدند.
پریوش سطوتی، علیرضا مقیمی مدیرعامل منطقه آزاد ارس، کاظم کیاپاشا، مسئول ارشد نهاد ریاست جمهوری، محمد شریف ملک‌زاده، دبیر شورای عالی امور ایرانیان خارج از کشور و علی‌اصغر پرهیزکار مدیرعامل منطقه آزاد اروند در میان دستگیرشدگان قرار داشتند.
هم چنین در بین دستگیرشدگان برخی مدعیان علوم غریبه نیز وجود داشتند.
عباس امیری فر از نزدیکان مشایی و امام جماعت نهاد ریاست جمهوری به علت ارتباط با انتشار سی دی ظهور بسیار نزدیک است، بازداشت شده و از سوی دادگاه ویژه روحانیت تحت بازجویی قرار گرفت.
هم چنین در بین این افراد، فردی به نام عباس غفاری به جرم رمالی، جن‌گیری و تجاوز دستگیر شد. هرچند بعداً مشخص شد این فرد از مدت‌ها قبل و در زمان دولت‌های پیشین در دفتر ریاست جمهوری اشتغال داشته‌است. برخی از گروه‌های حامی علی خامنه‌ای مانند انصار حزب‌الله نیز خواهان دستگیری مشایی شدند.
این بازداشت‌ها با اعتراض اسفندیار رحیم مشایی، حمید بقایی و علی اکبر جوانفکر مواجه شد حمید بقایی از مرتبطین با مشایی به دلیل عدم اجرای حکم دیوان عدالت اداری که پیرامون اقدامات وی در دوران تصدی ریاست سازمان میراث فرهنگی صادر شده بود به چهار سال انفصال از خدمات دولتی محکوم شد. احمدی‌نژاد از بقایی دفاع کرد.
هم چنین در ۲۳ خرداد ۱۳۹۰ محسنی اژه‌ای دادستان کل کشور، اعلام کرد بیش از ۱۲ نفر از منسوبان به جریان انحرافی دستگیر شده‌اند.
علی‌اکبر جوانفکر مشاور مطبوعاتی احمدی‌نژاد، مدیر عامل خبرگزاری ایرنا و مدیر مؤسسه مطبوعاتی ایران در تاریخ ۲۹ آبان ۱۳۹۰، به دلیل چاپ مطالب خلاف موازین اسلامی به ۶ ماه و انتشار تصاویر خلاف عفت عمومی به ۶ ماه دیگر و در مجموع به یک سال زندان و همچنین سه سال محرومیت از فعالیت‌های مطبوعاتی محکوم شد.
از دیگر دلایل محکومیت جوانفکر مصاحبه او با روزنامه اعتماد دربارهٔ عملکرد قوه قضائیه و سخنان دادستان کل کشور و توهین به حجاب اسلامی در ویژه نامه خاتون اعلام شد.

## فیلترینگ گسترده و احضار وبلاگ نویسان حامی مشائی
تاکنون اکثر وبلاگ‌های پربازدید حامی مشائی فیلتر و نویسندگان آن‌ها به دادگاه احضار شده‌اند. از این جمله می‌توان به وبلاگ آرمانشهر، ندایی از درون، یاران احمدی‌نژاد، احمدی‌نژاد در محاصره و… اشاره کرد. چندی پیش، پایگاه خبری نکات پرس اقدام به انتشار لیستی از این وبلاگ‌ها و نویسندگان آن‌ها نمود.

## پیش‌بینی حیات و طول عمر علی خامنه‌ای
عبدالنبی نمازی، عضو مجلس خبرگان رهبری، نماینده ولی فقیه و امام جمعه کاشان در خرداد ماه ۱۳۹۰ اعلام کرد، مشایی به برخی از اطرافیانش گفته‌است که علی خامنه‌ای و احمد جنتی تا سال‌های دیگر نخواهند بود که بتوانند از کاندیدا شدن وی برای ریاست جمهوری جلوگیری کنند.
نمازی همچنین گفت عزیز جعفری، فرمانده سپاه از رهبر جمهوری اسلامی، خواسته‌است تا اسفندیار رحیم مشایی را بازداشت کند، اما رهبر خواستار بازداشت نیروهای «عملیاتی» جریان «انحرافی» شده‌است. وی که در حاشیه درس خارج فقه «انحرافات و جریانات اخیر کشور» صحبت می‌کرد گفته‌است: «رئیس دفتر رئیس‌جمهور مراکز قدرت نظام را در اختیار خودش گرفته» است. او هم چنین به نقل از مشایی گفت: فکر نمی‌کردیم رهبری این قدر قاطع و محکم بایستد.

## انتصاب از جانب امام زمان
اسماعیل احمدی مقدم، فرمانده نیروی انتظامی ایران گفت: «کسانی که هشت سال خود را مرتبط با امام زمان می‌دانند و مدعی هستند حکمشان را از وی می‌گیرند، ولایت فقیه را فراموش کرده و سلفی می‌باشد و خونش مباح است. این افراد که ۸ سال است در سیستم اجرایی مملکت حاضر هستند، اعضای فرقه انحرافی را تشکیل می‌دهند.»

## واکنش مشائی به مخالفان
مشائی در واکنش به کسانی که او را به سحر و جادو متهم می‌کنند، گفت: 
شما چرا اینقدر دستتان در دین خالی است که اگر مشایی سحر می‌کند، آن را باطل نمی‌کنید و چرا می‌ترسید؟ یعنی بین شما یک نفر هم پیدا نمی‌شود بتواند سحر مشایی را باطل کند و احمدی‌نژاد را از سحر نجات دهد؟ پس در همه این سال‌ها چه کار می‌کردید چه خواندید؟ چقدر عبادت کردید؟

## انتخابات ۱۳۹۰ مجلس شورای اسلامی
اصولگرایان حامی علی خامنه‌ای معتقدند موضع‌گیری‌های اسفندیار رحیم مشایی را باید در زمینه انتخابات مجلس (در اسفند ۱۳۹۰) بررسی کرد. از جمله علی مطهری (نماینده مجلس) در اینباره می‌گوید: «تز آقایان مشایی و احمدی‌نژاد این است که آن چهارده میلیون نفری را که به آقای موسوی رأی دادند، باید جذب کنند.» به گفته حمیدرضا ترقی (عضو حزب موتلفه اسلامی) این نظریه شاید «جذب ملی‌گراها و قشر خاکستری جامعه» باشد. صادق زیبا کلام نیز مکتب ایرانی را در چارچوب یک حرکت زود هنگام انتخاباتی تفسیر کرده‌است. هم چنین اصولگرایان حامی علی خامنه‌ای، بارها از دخالت و پیروزی جریانی موسوم به جریان انحرافی و حامی مشایی در انتخابات مجلس ابراز نگرانی کرده‌اند.